# 钱唐

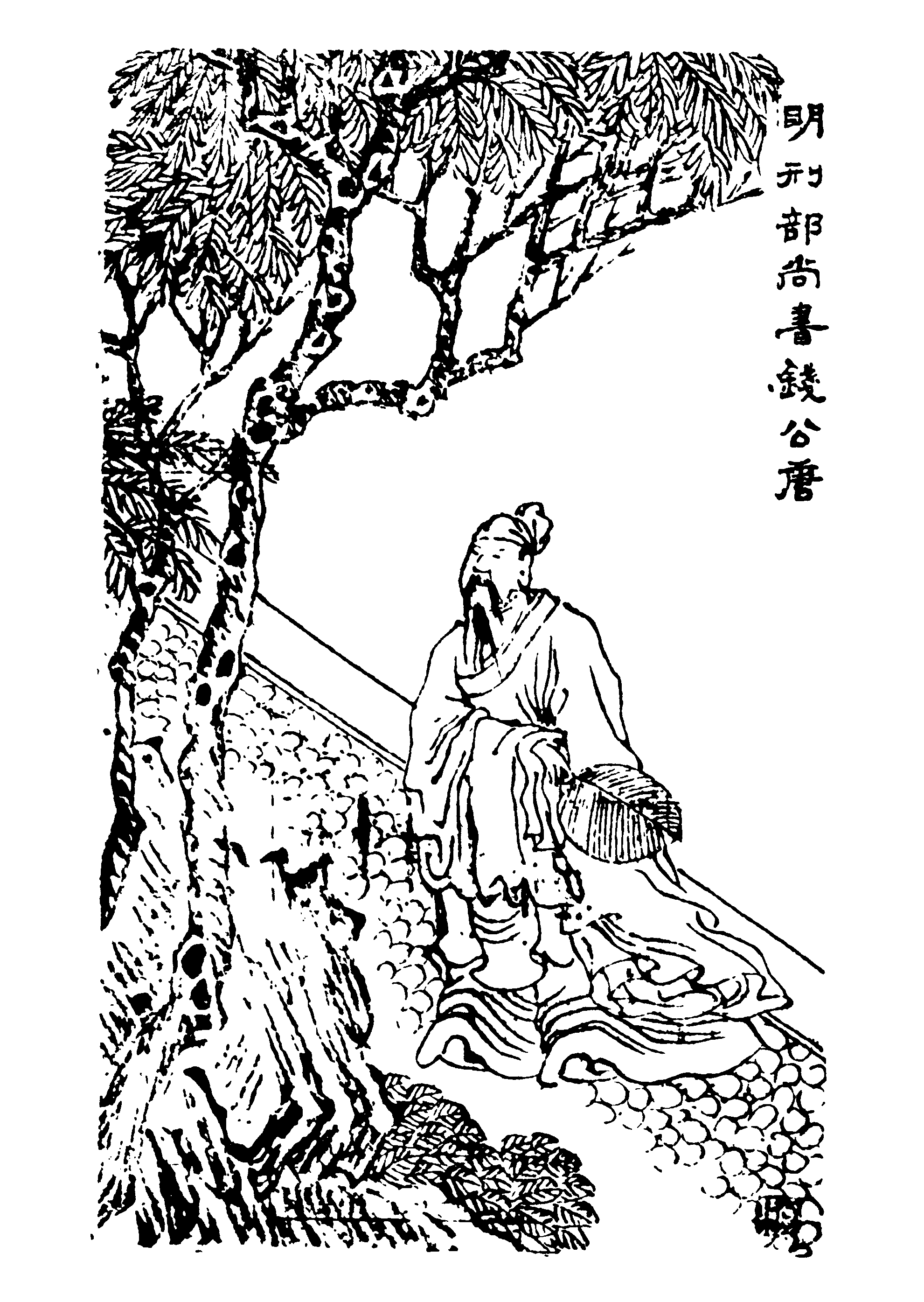
明刑部尚書錢公唐（清代畫家虞琴所繪，出自《四明人鑑》）

钱唐（1314年—1394年），明朝初年大臣，字惟明，号白石山人，象山丹城（今浙江宁波）人。

## 生平
钱唐性情敦厚，学问广博。元朝末年，兵荒马乱，钱唐隐居于山林。明朝洪武元年（1368年），推崇明经，钱唐对策适宜（“对旨”），被授予刑部尚书，年五十余。洪武二年，朱元璋诏令天下不必通祭孔子孔庙，钱唐冒险上书，认为孔子是万世师表，尧、舜、禹、商汤、周文王、周武王、周公都是圣人，礼仪亦不能废除，孔子孔庙当天下共祭。朱元璋一开始不予理睬，很多年后还是采纳了这一建议。洪武三年，明太祖读到《孟子》中“草芥”、“寇仇”的语句，认为“非臣子所宜言”，想要罢免孟子的配享，并诏令不得进谏，否则就以“大不敬”之罪论处。钱唐再次冒险进谏，说：“臣为孟轲死，死有余荣”。朱元璋鉴于他真诚有理，后来同意恢复对孟子的配享。
钱唐倔强，为人耿直，曾受诏讲授《虞书》，始终站立，有人说他“草野不知君臣礼”，钱唐一脸正色说：“以古圣帝之道陈于陛下，不跪不为倨”。晚年，耳聋，辞官回乡。洪武二十七年，去世。

## 著作
- 《疏稿》
- 《白石山人集》

## 延伸閱讀
[在维基数据编辑]
 《國朝獻徵錄·卷之四十四》，出自焦竑《國朝獻徵錄》
 《四明人鑑·明刑部尚書錢公唐》，出自《四明人鑑》
 《明史卷一百三十九》，出自《明史》